# WACCA

中國大陸的華卡音舞街机

《華卡音舞》是一款由Marvelous與HARDCORE TANO*C共同開發、發行的街机遊戲，自2019年7月18日起在日本開始營運。官方宣布游戏将于2022年8月31日终止在线服务，转为离线版本。
日本原版標語為，台灣總代理世美股份有限公司譯作「隨節奏躍動！輕鬆愉快WACCA！音樂遊戲隆重登場！」，中國大陸總代理廣東世宇科技股份有限公司則譯作「音與光的迴旋！終於要開始了！」。

## 版本
- WACCA（2019年7月18日－2020年1月22日）
- WACCA S（2020年1月23日－2020年9月16日）
- WACCA Lilly（2020年9月17日－2021年3月11日）
- WACCA Lily R（2021年3月11日-2021年8月9日）
- WACCA Reverse (2021年8月10日-2022年8月31日)